# Vườn quốc gia Tunku Abdul Rahman
Vườn quốc gia Tunku Abdul Rahman (tiếng Mã Lai: Taman Negara Tunku Abdul Rahman) là một vườn quốc gia nằm ở bang Sabah, Malaysia. Trải rộng trên 4.929 hecta, với hai phần ba diện tích là bề mặt biển. Phần còn lại là diện tích của 5 đảo nhỏ. Trước kỷ băng hà, nó là một phần của khối đá sa thạch và trầm tích của dãy Crocker trên đất liền. Tuy nhiên, khoảng một triệu năm trước, băng tan tạo ra sự thay đổi mực nước biển và một phần của đất liền bị cắt đứt bởi biển hình thành lên các đảo Gaya, Sapi, Manukan, Mamutik và Sulug. Bằng chứng về điều này có thể được nhìn thấy từ đá sa thạch nhô ra ngoài bờ biển tạo thành các vách đá, hang động, và các khe đá sâu. Tên của vườn quốc gia được đặt theo tên của Tunku Abdul Rahman, thủ tướng đầu tiên của Malaysia.

## Khí hậu
Nhiệt độ hòn đảo dao động từ 23.8–29.4 độ C và độ ẩm cao trong suốt cả năm.

## Địa chất
Các hòn đảo có những lớp đá sa thạch và đá trầm tích là một phần của hình thành đá dãy Crocker ở bờ biển phía tây Sabah. Cuối kỷ băng hà khoảng một triệu năm trước, mực nước biển thay đổi khiến đất liền bị cắt đứt bởi bờ biển hình thành các đảo như ngày nay. Các mỏm đá sa thạch lộ ra tại bờ biển ở hầu hết các hòn đảo này tạo thành các vách đá, hang động, tầng ong và các khe đá sâu dọc theo bờ biển.

## Mô tả
Hai phần ba diện tích của vườn quốc gia là diện tích mặt biển. Phần còn lại là diện tích của 5 đảo nhỏ là Gaya, Sapi, Manukan, Mamutik và Sulug

### Đảo Gaya
Đây là hòn đảo lớn nhất trong vườn quốc gia với diện tích 15 km² với độ cao lên tới 300 mét so với mực nước biển. Dọc theo xương sống của đảo có những rặng núi cao đến 180 mét. Phần lớn bề mặt được bao phủ bởi rừng rậm nhiệt đới. Nó từng là một khu bảo tồn rừng được thành lập vào năm 1923. Trên đảo có tới 20 km đường mòn cùng hai khu nghỉ dưỡng và một trung tâm nghiên cứu sinh thái biển.
Dọc theo toàn bộ bờ biển của hòn đảo là rạn san hô được bảo tồn tốt khiến nó trở thành một địa điểm lặn tốt gần Kota Kinabalu. Một bãi cát trắng dài 400 mét được gọi là Police Bay là một địa điểm tắm biển lý tưởng cho nhiều du khách tới đây.